# Xanthorhoe interrufata
Xanthorhoe interrufata là một loài bướm đêm trong họ Geometridae.